# 이즙 (1503년)
이즙(李楫, 1503년 - 1580년)은 조선시대 중기의 왕족 출신 문신, 정치인이다. 성균관의 재랑으로 출사하여 가선대부 전주부윤 겸 병마절제사에 이르렀다. 태종(太宗)의 차남 효령대군(孝寧大君)의 5대손이며, 인순왕후 심씨의 외삼촌이다. 명종때의 권신 이량의 형이다. 자는 여제(汝濟)이다.

## 생애
아버지는 증 의정부 영의정 전성군 대이고, 어머니는 증 정경부인에 추증된 동래정씨로 내자시정을 지낸 정종보(鄭宗輔)의 딸이다. 태종의 차남 효령대군의 후손으로, 보성군의 4대손이고, 할아버지는 여양군이다. 누이 중 한명은 영의정을 지낸 심연원의 아들 심강과 결혼했는데, 심의겸, 심충겸 형제의 외삼촌이며, 그의 외조카 딸 중 한명은 명종비 인순왕후가 되었다.
배위는 증 정부인 하동정씨로 별좌 정승효(鄭承孝)의 딸이다. 생원으로 있을 때 한국의 성리학자들에 대한 기록을 수집, <동유사우록(東儒士友錄)>을 조정에서 간행할 것을 상소하여 승정원에서 간행을 허락받았다. 동유사유록은 후일 문순공(文純公) 박세채(朴世采)에 의해 재편집되었다. 
이후 성균관의 재랑이 되고, 한때 권신 김안로(金安老) 집안의 문객으로도 출입하였다. 이후 평시서직장, 의금부도사 등을 거쳐 장연군수, 연일군수, 재령군수 등을 역임하였다. 의금부도사로 있을 때 몰락한 김안로를 호송하던 중, 그의 집 문객이었던 점이 지적되기도 했다. 1537년 10월 홍문관 관원들의 주청으로 의금부도사직에서 체직되었다.
1560년(명종 15) 5월 지역 주민의 격쟁과, 재령군수 재임시의 치적으로 특별 가자되고 다시 재령군수로 유임되었다. 
| “ | 지난번 재령(載寧) 사람이, 군수 이즙(李楫)이 정치를 잘 한다고 궐정에서 격쟁하였는데 단지 한 사람이 호소한 말만을 의거하여 성급히 상가(賞加)를 내리라 명하셨으니, 물정(物情)이 온편하지 못하게 여길 뿐만 아니라, 장단(長湍)의 완악한 백성이 그것을 본받아 어가를 놀라게까지 하였으니 몹시 놀랍습니다. 바라건대 이즙에게 상가를 내리시는 것을 개정하소서 | ” |

이에 사간원에서 그의 가자가 부당하다 하였으나 명종이 이를 듣지 않았다. 그해 사간원대사간에 오르고, 1562년 장례원판결사(掌隷院判決事), 1563년(명종 18) 6월에는 남양부사로 부임하였다. 그해 10월 권신이던 동생 이량이 몰락하였으나 연좌되지 않았다. 
한편 8촌뻘되는 외척 김백균(金百鈞)이 이량의 측근이 되었다가 함께 연루되어 망하자, 다시 이집(李楫)에게 사적으로 간청하여 다시 서용을 청탁했다. 이집이 편지를 보내어 '명년 을축년(1565년) 정월에 마땅히 대사(大赦)가 있을 터이니, 네가 반드시 서용될 것이다.' 하였다. 이때 김백균이 그에게 청탁한 것이 발각되어 왕조실록에 실리기도 했다.
1564년 2월 장례원판결사가 되고 1566년 다시 장례원판결사가 되었다. 1580년(선조 13)에는 돈녕부 도정이 되었다가 그해 음력 윤 4월 조정에 입시하였을 때 두 발을 뻗고 앉은 점과 궐문을 나서다가 계단에서 소변을 본 일로 사간원의 탄핵을 받았으나, 풍병(風病)이 있어 선조의 특별 배려로 무마되었다. 곧 파직되었다가 복관되어 전주부윤 겸 전주진관병마절제사로 부임하였다. 그해 전주부윤 겸 병마절제사로 재직 중 죽었다.
묘소는 선영인 경기도 고양군 원당읍 원당리(현, 경기도 고양시 덕양구 원당동) 왕릉골 유좌에 안장되었다. 후일 20세기에 와서 신도비가 세워졌으며 신도비는 전 성균관 부관장 고부이씨 이수원(李壽源)이 글을 짓고 글씨는 성균관 전학 김진해(金振海)가 썼으며 율원군 묘역내 증조부 율원군 사당 삼문밖 좌편에 있다.

## 가족 관계
- 고조부 : 보성군(寶城君, 1416년 - 1499년)
- 증조부 : 율원군 이종(栗元君 李終, 1432년 - 1476년)
- 증조모 : 무안현부인 동래 정씨
- 조부 : 여양군 이자겸(呂陽君 李子謙)
- 조모 : 광산 김씨 - 김기(金耆)의 딸이자 정종의 7녀 인천옹주의 손녀
- 아버지 : 전성군 이대(全城君 李薱, 1488 ~ 1543)
- 어머니 : 동래 정씨 - 정종보(鄭宗輔)의 딸
  - 남동생 : 이백(李栢, 1504 ~ ?)
  - 남동생 : 이건(李健, 1505 ~ 1571)
  - 남동생 : 이력(李櫟, 1507 ~ ?)
  - 남동생 : 이노(李櫓, 1509 ~ ?) - 수안군수
  - 남동생 : 이박(李樸, 1515 ~ ?) - 공조참의
  - 남동생 : 이량(1516 ~ 1583)
  - 남동생 : 이오(李梧) - 통훈대부
  - 여동생 : 완산부부인 이희경(完山府夫人 李希慶, 1511 ~ 1559)
  - 매제 : 청릉부원군 심강(靑陵府院君 沈鋼, 1514 ~ 1567)  
    - 조카 : 인순왕후(仁順王后, 1532 ~ 1575)
    - 조카 : 심인겸(沈仁謙, 1533 ~ 1580)
    - 조카 : 심의겸(沈義謙, 1535 ~ 1587)
    - 조카 : 심예겸(沈禮謙, 1537 ~ 1578)
    - 조카 : 심술정(沈戌貞, 1538 ~ ?)
    - 조카 : 심지겸(沈智謙, 1540 ~ 1568)
    - 조카 : 심신겸(沈信謙, 1542 ~ 1596)
    - 조카 : 심충겸(沈忠謙, 1545 ~ 1594)
    - 조카 : 심효겸(沈孝謙, 1547 ~ 1600)

  - 부인 : 하동 정씨 - 별제(別提) 정승효(鄭承孝)의 딸
    - 장남 : 이요빈(李堯賓, 1523 ~ ?)
    - 장녀 : 이순정(李順貞, 1526 ~ ?)
    - 차남 : 이우빈(李禹賓, 1529 ~ ?)
    - 3남 : 이순빈(李舜賓, 1533 ~ ?)
    - 차녀 : 이숙개(李淑介, 1540 ~ ?)
    - 3녀 : 이숙녀(李淑女, 1545 ~ ?)

  - 측실 : 양민 출신 
    - 서자 : 이문빈(李文賓)
- 사돈 : 심연원
- 사돈 : 심통원

## 평가
왕조실록에는 그가 '꾀가 많은 사람이다.'라고 기록하였다.

## 명종과의 관계
이즙과 이량, 이건 형제는 명종의 처외삼촌이자, 명종은 그에게 처외조카가 된다. 그러나 부계로는 12촌 형이 된다. 명종은 태종-세종대왕-세조-의경세자-성종-중종-명종이고, 이량은 효령대군-보성군-율원군-여양군-전성군-이즙으로 이어진다.

## 기타
청원군(淸原君) 한경록(韓景祿)과도 사돈관계를 맺었다.

## 같이 보기
| - 이량 - 김백균 - 고맹영 - 김안로 - 이건 - 전성군 - 경빈 박씨 - 문정왕후 - 임사홍 - 이심원 - 보성군 | - 율원군 묘역 - 심의겸 - 심충겸 - 심강 - 심연원 - 심통원 - 인순왕후 |